# Холодна Балка (Макіївка)
Холодна Балка — робітниче селище у Гірницькому районі м. Макіївка Донецької обл. Робітниче селище, яке сформувалось навколо шахти «Холодна Балка». До 70-х років смт, підпорядковане Макіївській міськраді. Після заснування у 1975 році Гірницького району міста Макіївки смт Холодна Балка було скасовано і селище увійшло безпосередньо в склад району.